# 宝生院 (葛飾区)
宝生院（ほうじょういん）は、東京都葛飾区にある真言宗智山派の寺院。

## 歴史
1624年（寛永元年）に開山された。常陸国（現・茨城県）の大聖寺の末寺として創建された。
元々は江戸京橋に位置していたが、後に下谷谷中、続いて池之端に移転した
当寺の本尊は大黒天であり、現在は柴又七福神の一つになっているが、江戸時代より身分の上下に関わらず多くの人々の信仰を集めたという。
1923年（大正12年）の関東大震災で伽藍を焼失し、1927年（昭和2年）に現在地に移転した。

## 交通アクセス
- 新柴又駅より徒歩3分（経路案内）。